# 马基伊夫卡市镇 (顿涅茨克州)
马基伊夫卡市级市镇（烏克蘭語：Макіївська міська громада），是乌克兰顿涅茨克州顿涅茨克区的一个市镇，行政中心为马基伊夫卡。
该市镇的领土现被俄罗斯非法占领。

## 居民点
该市镇包括一个城市（马基伊夫卡）、17个市级镇、7个村庄和8个乡村居民点。